# Положення про заходи щодо охорони державного порядку й громадського спокою 1881
Положення про заходи з охорони державного порядку й громадського спокою Російської імперії — нормативно-правовий акт, затверджений 14.VIII 1881 імператором Олександром III. Знаменувало початок переходу самодержавства до відвертої політичної реакції після вбивства народовольцями імператора Олександра II.
При оголошенні положення посиленої (надзвичайної) охорони збільшувалися повноваження державної влади. У царювання Олександра III і Миколи II державна влада широко використовувала дані заходи для боротьби з революційним рухом. Деякі території десятиліттями перебували на режимі надзвичайного стану, що було вигідно в першу чергу губернській і обласній владі.